# 盖根鲍尔多项式

盖根鲍尔多项式

盖根鲍尔多项式{\displaystyle C_{n}^{(\alpha )}}又称超球多项式，是定义在区间{\displaystyle [-1,1]}上、权函数为{\displaystyle (1-x^{2})^{\alpha -1/2}}的正交多项式。它是勒让德多项式和切比雪夫多项式的推广，又是雅可比多项式的特殊情况。它以奥地利数学家Leopold Gegenbauer命名。

## 性质
盖根鲍尔多项式具有若干性质：
- 盖根鲍尔多项式可由其母函数表示 (Stein & Weiss 1971，§IV.2):

{\displaystyle {\frac {1}{(1-2xt+t^{2})^{\alpha }}}=\sum _{n=0}^{\infty }C_{n}^{(\alpha )}(x)t^{n}.}
- 盖根鲍尔多项式满足递推关系 (Suetin 2001):

{\displaystyle {\begin{aligned}C_{0}^{\alpha }(x)&=1\\C_{1}^{\alpha }(x)&=2\alpha x\\C_{n}^{\alpha }(x)&={\frac {1}{n}}[2x(n+\alpha -1)C_{n-1}^{\alpha }(x)-(n+2\alpha -2)C_{n-2}^{\alpha }(x)].\end{aligned}}}
- 盖根鲍尔多项式是盖根鲍尔微分方程的特解 (Suetin 2001):

{\displaystyle (1-x^{2})y''-(2\alpha +1)xy'+n(n+2\alpha )y=0.\,}
当 α = 1/2, 方程约化为勒让德方程, 盖根鲍尔多项式约化为勒让德多项式.
- 可由高斯超几何级数表示:

{\displaystyle C_{n}^{(\alpha )}(z)={\frac {(2\alpha )_{n}}{n!}}\,_{2}F_{1}\left(-n,2\alpha +n;\alpha +{\frac {1}{2}};{\frac {1-z}{2}}\right).}
(Abramowitz & Stegun p. 561 （页面存档备份，存于）). 其中(2α)n 为上升阶乘幂. 具体来说,
{\displaystyle C_{n}^{(\alpha )}(z)=\sum _{k=0}^{\lfloor n/2\rfloor }(-1)^{k}{\frac {\Gamma (n-k+\alpha )}{\Gamma (\alpha )k!(n-2k)!}}(2z)^{n-2k}.}
- 它是雅可比多项式的特例 (Suetin 2001):

{\displaystyle C_{n}^{(\alpha )}(x)={\frac {(2\alpha )_{n}}{(\alpha +{\frac {1}{2}})_{n}}}P_{n}^{(\alpha -1/2,\alpha -1/2)}(x).}
因而满足罗德里格公式
{\displaystyle C_{n}^{(\alpha )}(x)={\frac {(-2)^{n}}{n!}}{\frac {\Gamma (n+\alpha )\Gamma (n+2\alpha )}{\Gamma (\alpha )\Gamma (2n+2\alpha )}}(1-x^{2})^{-\alpha +1/2}{\frac {d^{n}}{dx^{n}}}\left[(1-x^{2})^{n+\alpha -1/2}\right].}

## 正交归一性
当n ≠ m时，对于固定的α和权函数
{\displaystyle w(z)=\left(1-z^{2}\right)^{\alpha -{\frac {1}{2}}}.},
盖根鲍尔多项式在区间[−1, 1]上加权正交 (Abramowitz & Stegun p. 774 （页面存档备份，存于）)
{\displaystyle \int _{-1}^{1}C_{n}^{(\alpha )}(x)C_{m}^{(\alpha )}(x)(1-x^{2})^{\alpha -{\frac {1}{2}}}\,dx=0.}
归一性：
{\displaystyle \int _{-1}^{1}\left[C_{n}^{(\alpha )}(x)\right]^{2}(1-x^{2})^{\alpha -{\frac {1}{2}}}\,dx={\frac {\pi 2^{1-2\alpha }\Gamma (n+2\alpha )}{n!(n+\alpha )[\Gamma (\alpha )]^{2}}}.}

## 应用
盖根鲍尔多项式作为勒让德多项式的扩展经常出现在势理论和谱分析中. Rn空间中的牛顿势可以在α = (n − 2)/2情况下展开为盖根鲍尔多项式,
{\displaystyle {\frac {1}{|\mathbf {x} -\mathbf {y} |^{n-2}}}=\sum _{k=0}^{\infty }{\frac {|\mathbf {x} |^{k}}{|\mathbf {y} |^{k+n-2}}}C_{n,k}^{(\alpha )}(\mathbf {x} \cdot \mathbf {y} ).}
当n = 3, 可以得到引力势的勒让德展开。类似的表达式还有球中泊松核的展开(Stein & Weiss 1971).
当只考虑x时，{\displaystyle C_{n,k}^{((n-2)/2)}(\mathbf {x} \cdot \mathbf {y} )} 为球谐函数。
盖根鲍尔多项式在正定函数理论中亦有涉及。